# Великі перегони лелек

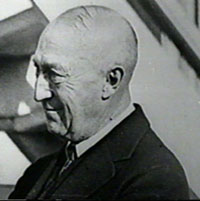
Чарльз Венс Міллар, чий заповіт спровокував «Великі перегони лелек»

«Великі перегони лелек» (англ. The Great Stork Derby) — конкурс, проведений у 1926—1936 роках в Торонто (Канада) на найбільше число новонароджених в одній сім'ї у скандальному заповіті багатого адвоката Чарльза Венса Міллара (1853—1926).

## Заповіт
У своєму сенсаційному заповіті холостяк Міллар розпорядився подарувати заміський будинок на Ямайці двом приятелям, які не переносили один одного, передати свої акції жокей-клубу «Кенілверт» і пивної компанії «О'Кіф» протестантським громадам, які виступали завжди проти пияцтва і азартних ігор, і священнослужителі прийшли в суд за акціями. У 9 пункті заповіту понад півмільйона доларів мало відійти тій жінці в Торонто, яка за 10 років після його смерті народить найбільше дітей. З дня оголошення заповіту і освітлення його в пресі почалися безпрецедентні перегони, які випали на важкі роки Великої депресії. Прихильниця контрацепції Маргарет Зінгер заявила роки по тому, що своїм заповітом Міллар «звів жінку до тваринного, і тому це ганебно».
Заповіт Міллара оскаржив уряд Онтаріо. Генеральний прокурор Вільям Г. Прайс у березні 1932 представив у парламенті Онтаріо законопроєкт, згідно з яким гроші Міллара повинні були стати власністю провінції. Протягом п'яти років будь-який дохід з цих грошей повинен був відраховуватися Університету Торонто для виплати грошових дотацій на навчання і стипендії. Законопроєкт викликав бурхливу громадську й політичну реакцію в роки Великої депресії.
Легітимну силу заповіту встановив Верховний суд Канади, який ухвалив не враховувати в конкурсі позашлюбних дітей. У конкурсі брали участь 11 сімей, 7 з яких були дискваліфіковані. Терміном для підбиття підсумків «Великих перегонів лелек» призначили 31 жовтня 1936 року в 16:30. Суддя Вільям Едвард Міддлтон визначив 4-х фіналісток (Енні Кетрін Сміт, Кетлін Еллен Нейгл, Люсі Еліс Тімлек і Ізабель Мері Маклін), кожна з яких отримала по 100 000 доларів (близько 2 млн доларів у перерахунку на 2017 рік) за своїх 9 дітей. Дві інші, Лілліан Кенні (народила 12 дітей, але п'ятеро з них померли в дитинстві, а вона не змогла довести, що вони не були мертвонародженими) і Полін Мей Кларк (народила 9 дітей, але одного від другого чоловіка), отримали по 12 500 доларів за відмову від участі в судових позовах.

## Наслідки конкурсу
Переможниці розумно розпорядилися грошима, виростивши дітей, і сплативши їх утримання. У народі жартували, що бездітний холостяк Чарльз Міллар «усиновив» таким чином 36 дітей і спантеличив уряд та релігійні кола, які обмірковували політику впливу на народжуваність. Журналісти Онтаріо в час активного висвітлення конкурсу почали писати заборонені до того статті про політику обмеження народжуваності, аборти, позашлюбних дітей та розлучення.

## У мистецтві
За мотивами книги Bearing The Burden: The Great Toronto Stork Derby 1926—1938 автора Elizabeth Wilton у 2002 році був знятий фільм The Stork Derby, що розповідає про долю трьох учасниць перегонів: Лілліан Кенні, Полін Мей Кларк, Грейс Баньято.
У 2016 році пивна компанія Торонто (Muddy York Brewing Company) випустила пиво стаут на честь «Великих перегонів лелек».